# 山川恵津子
山川 恵津子（やまかわ えつこ、1956年11月12日 - ）は、日本の作曲家、編曲家、音楽プロデューサー、スタジオ・ミュージシャン。京都府京都市出身、フェリス女学院大学音楽学部声楽科卒業。

## 人物・来歴
高校2年生の時にヤマハポピュラーソングコンテストに応募、大学時代はヤマハ音楽振興会でアルバイトをしていた。
谷山浩子をはじめ様々な音楽家のバンドにキーボードやコーラスで参加。1980年、八神純子へ楽曲提供した「Be My Best Friend」で公式に作曲家デビューとなる。
1981年頃にギタリストの鳴海寛と音楽ユニット「東北新幹線」を結成、1982年にアルバム「THRU TRAFFIC」を日本フォノグラムより発表。
その後はフリーランスとなり、作曲家・編曲家として活動。アグネス・チャン、岩崎宏美、岩崎良美、岡本舞子、おニャン子クラブなどの楽曲の作曲・編曲を担当。特に渡辺満里奈はアルバム全曲の編曲や大半の作曲を担当している。また、スタジオ・ミュージシャンとして松田聖子や小泉今日子のガイドボーカルを担当している。
1986年、小泉今日子の「100%男女交際」で女性史上初の第28回日本レコード大賞編曲賞を受賞。

## ディスコグラフィ
- 「Thru Traffic」 - 東北新幹線名義（鳴海寛と山川のユニット）
- 「Rhaphsody In Winter」 - M.J.Lovers名義。ヘンリー片岡/鷺巣詩郎プロデュース企画アルバム。山川は6曲ボーカル担当。

## 主な作品リスト（作曲・編曲）

### あ行
- 赤坂達三
  - ヴィヴ・レ・ヴァカンス
  - シードルの泡
- アグネス・チャン
  - アルバム「Girl Friends」(1983年)全曲編曲
  - Somebody's Crying
  - 好きになってもいいですか
  - I'd Give My Life For You
  - 命をあげよう
  - 鳥の幸せ
- 浅岡雄也
  - FEEL
- 亜蘭知子
  - BUSY CITY
  - PLEASE PLEASE PLEASE
- 五十嵐浩晃
  - 草の駅
  - 風のエールが聞こえる街で
- 石井明美
  - 響きはtutu
- 生稲晃子
  - オ・メ・デ・ト・ウ
- 市川楊子
  - 夜明けのエチュード
  - 感じていたい…
- 伊藤薫
  - ヨーソロ
  - 歌って死ねるなら
  - 星の子守唄
- 伊藤かずえ
  - アガサの栞
  - ノアの箱船
- 伊東ゆかり
  - 秋のジャスミン・ティー
  - 美しすぎる夜に
- 伊藤蘭
  - なみだは媚薬
- 今井優子
  - HOTEL TWILIGHT
  - あなたのいた景色
  - 惑わせて…
- 岩崎宏美
  - 偽終止
  - 好きにならずにいられない
  - 夏の手紙は書かないで
  - 星に願いを
  - 横浜嬢
  - CHAPTER 2
  - この道
- 岩崎良美
  - オシャレにKiss me
  - Stardust
  - BAD BOY
  - 不思議な遊園地
  - KISS HER
- 宇沙美ゆかり
  - 少し淋しいだけ
- 宇都美慶子
  - FEMALE
  - 春の花束
  - ずっと友達
- 太田貴子
  - June泣かないで
  - GOOD−BYE MR.エキストラ
  - 潮風のCradle
  - ひとりぼっちのエンディング
  - Dancin'Walkin'
- 岡田有希子
  - 小羊NOTE
  - PRIVATE RED
- 岡本舞子
  - ファンレター
  - 愛って林檎ですか
  - エデンの園
  - 恋にエトセトラ
  - 桜吹雪のクライマックス
  - ロマンスしたい
  - LOVE IS EASY
  - 11月のソフィア
  - ナツオの恋人ナツコ
- 小川範子
  - 永遠のうたたね
  - 好きにならないで
  - 愛されすぎて
  - もう一度会いたい
  - レクイエム
  - 臆病なライオン
  - 魔法のレシピ
- 奥菜恵
  - あなたのそばで
  - 瞳の言葉
  - 守ってあげる
- 織田裕二
  - 電話するよ
- おニャン子クラブ
  - 愛の倫理社会
  - アンブレラ・エンジェル
  - あんみつ大作戦
  - いじわるねDarlin'
  - KISSはMAGIC
  - シーッ!愛はお静かに…
  - シーサイド・セッション
  - 黄昏にキスをしないで
  - 避暑地の森の天使たち
  - FENを聴かせて
  - ポップコーン畑でつかまえて
  - 窓から見てる P・T・A
  - LINDA
- 小幡洋子
  - 不思議色ハピネス
  - あなただけDREAMING

### か行
- 笠原弘子
  - 苺の帽子
- 風見律子
  - アヴァンチュリエ
  - 仔描の情事
  - 幻の馬
  - 浮気な彼
- 片岡鶴太郎
  - ゴーストブスターズ
- 辛島美登里
  - 夏色物語
- 川島なお美
  - ヴァカンス・ボーイ
  - ピンナップ
- 菊池桃子
  - ドリームボードが出る夜に
- 北原佐和子
  - 秋の恋人たち
- 北岡夢子
  - もういちど逢えたら
- 木原さとみ
  - スキャンダルが終わる
- 清貴
  - The Only One (Orchestra ver.)
  - Ocean Blue
  - Close to you
- 国実百合
  - 氷の宮殿
  - あなたしかいらない
  - 北風にひとりぼっち
- Qlair
  - SANCTUARY
- 小泉今日子
  - 片想い
  - 100%男女交際
- 児島未散
  - key of dreams
  - なまいきなCing
- 小山茉美
  - 想い出遊泳
  - 古いハンドバッグ
  - ME瞳麗しく
- こんぺいとう
  - 抱きしめてくれなかったね

### さ行
- 彩恵津子
  - とめてパシオ
- 西城秀樹
  - Golden Earrings
  - YUME NO SASAYAKI
- 酒井法子
  - イヴの卵
  - 笑顔が忘れられない
- 榊原郁恵
  - あきらめたはずなのに
  - 哀愁のシェルブール
- Something ELse
  - 一枚の葉
  - 国道16
- 佐野量子
  - 雲のように風のように
- 沢口靖子
  - あったかいテレパシー
- 椎名へきる
  - 月とライ麦
  - 恋より大切
  - 花火
  - 恋よりたいせつ
- 志賀真理子
  - 金のリボンでROCKして
  - フリージアの少年
- 島田奈美
  - うそつきは恋のはじまり
- 島倉りか　
  - 泡沫ライラック feat. 島倉りか (BEYOOOOONDS / CHICA#TETSU)
- ジャンク フジヤマ
  - UTOPIA
- 須賀響子
  - 近道したい
- 芹沢直美
  - Virgin番外地
  - Nice! Nice! Nice!

### た行
- タイナカサチ
  - 忘れかけていたのかな
- 高部知子
  - 気になるあいつ
- 立花理佐
  - キミはどんとくらい
- 谷山浩子
  - カントリーガール
  - てんぷら☆さんらいず
  - 見えない小鳥
- つちやかおり
  - 海辺のクラウデイ・スカイ
- 円谷優子
  - スカートのポケット

### な行
- 中江有里
  - 風の姿
- 中島愛
  - ゆびさきの雨
- 仲村トオル
  - TOMORROW
- 中山美穂
  - Darlin
- 中森明菜
  - BLUE LACE
- 長山洋子
  - 肩幅の未来
- 西川のりお&小林千絵
  - おじさんの気持ちも知らないで〜哀愁のシイタケ族〜
- 西田ひかる
  - DEAR MY FRIENDS
- 西村知美
  - あたたかい夜
  - さよならの学生通り
  - 本当は違うのに
- 西脇唯
  - フィオナ〜HAPPY BIRTHDAY TO YOU〜
  - キンモクセイの夜明け
  - 花明かりの道
  - アネモネ〜WIND FLOWER〜
- 新田恵利
  - 星を探して
  - 五月の恋人
  - 時計のサンバ
  - 2人のHONG KONG
  - ムーンライト・ランデヴー
  - メビウスの二人
  - ロマンスは偶然のしわざ（新田恵利 with おニャン子クラブ）
- 仁藤優子
  - NO.NO,NO,NO,YES
- 野田幹子
  - 2度目のキスは捜さないで
- 野村宏伸
  - APRIL FOOLあれからの僕は

### は行
- 葉山レイコ
  - WET WET
- 早見優
  - もう一度 Hello
  - Stardust Night
  - make lemonade
- 原田知世
  - 水枕　羽枕
- ビートたけし
  - SUNSHINE
- 日髙のり子
  - あなたが宇宙
- 平野文
  - お帰りなさい
- 広瀬香美
  - DON'T GO AWAY
  - ぜったい信じない
  - MY HOME ALONE
- 藤谷美紀
  - みどりの季節
- 辺見えみり
  - TEARS FOR TOMORROW
  - 子供を休もう
  - 白い自転車
- 堀ちえみ
  - MORNINGランデヴー

### ま行
- 松原みき
  - SWEETサレンダー
- 松本伊代
  - お楽しみはこれから…
- 真璃子
  - アリスの恋
  - 夢飛行
  - 10月の人魚
  - 22色のハート
- マリーン
  - SECRET LOVE
- 三浦理恵子
  - 天使のいる渚
- 水谷優子
  - NUDELY
- 宮里久美
  - 憧憬志願
  - デニムの古着
- 宮村優子
  - あなたの窓辺に
- 森川美穂
  - 午後のシート
- 森川由加里
  - IN MY HAT
  - 空と大地の間で

### や行
- 八神純子
  - Be My Best FRIENDS
  - ジェラス
- 山崎美貴
  - 序曲—プロローグ—はここから
- 又紀仁美
  - 鏡の迷路
  - Be myself
- 由紀さおり
  - 泣き笑い上戸
- 吉野千代乃
  - BIRTHDAY EVE
- 芳本美代子
  - 鍵のないダイアリー
  - シャ・ラ・ラ
  - GROOVY GLORY
  - WANNA CATCH

### ら行
- 令多映子
  - 真夜中のフェイス

### わ行
- 鷲尾いさ子
  - 蝶の骨
  - コスモスの頃
  - すこし遠い記憶
- 渡辺満里奈
  - 秋服のボートに乗れば
  - 恋の日付変更線
  - 素敵なSAISON
  - 月夜のピアニスト
  - 100年分のGLORY
  - トロピカル・ジュース
  - ホワイトラビットからのメッセージ
  - BIG TOWN
  - マリーナの夏
  - 見つめてあげたい
  - 虹のマジック
  - プライベートサマー
  - 水の中から恋してる
  - 白いアドレス
  - 夢の中でおめでとう
  - Sunday
- 渡哲也
  - 逢いたいね

## ボーカル参加曲
- Burn 4 U. - 米川英之のアルバム『Sweet Voyage』（1990年8月、ポリドール）3曲目に収録。デュエット曲

## 音楽担当作品
アニメーション
- レア・ガルフォース（1989年）
- うしおととら コミカル・デフォルメ劇場（1993年）※岡本洋と共同
- 3丁目のタマ うちのタマ知りませんか?（第2期）（1994年）
- ななついろ★ドロップス（2007年）

ドラマ
- 代表取締役刑事（1990年 - 1991年）※複数の作曲家と共同
- 新・同棲時代（1998年）
- 恋の神様（2000年）
- 幸福の王子（2003年）

舞台
- CLOSE YOUR EYES
  - キャラメルボックス
- 不真面目な十七歳
  - 小川範子
- DefilleD
  - 長塚京三/大沢たかお
- キャイ〜ンLIVE2003
  - キャイ〜ン

## 作品集
- 『編曲の美学 山川恵津子の仕事』[2]

## 著書
- 『編曲の美学　アレンジャー山川恵津子とアイドルソングの時代』発売日：2024年5月17日 出版社：DU BOOKS 著者：山川恵津子 ISBN 978-4-866472-17-1